# Jon Hiseman
Phillip John "Jon" Hiseman (født 21. juni 1944 i London, død 12. juni 2018) var en engelsk jazzrock-trommeslager.
Hiseman var nok bedst kendt fra fusionsgruppen Colesseum. Han spillede også i gruppen Tempest med blandt andre Allan Holdsworth. Han har ligeledes spillet med Gary Moore, John Mayall og i gruppen Graham Bond Organisation.
Hiseman spillede en krydsning mellem jazz og rock og har indspillet to rene trommesoloplader: It's About Time Too og A Night In The Sun.